# Estádio Municipal Justiniano de Mello e Silva
Estádio Municipal Justiniano de Mello e Silva – stadion piłkarski, w Colatina, Espírito Santo, Brazylia, na którym swoje mecze rozgrywa klub Colatina Futebol Clube.